# Catillopecten squamiformis
Catillopecten squamiformis is een tweekleppigensoort uit de familie van de Propeamussiidae. De wetenschappelijke naam van de soort is voor het eerst geldig gepubliceerd in 1978 door Bernard.